# Logan (Nuevo México)
Logan es una villa ubicada en el condado de Quay en el estado estadounidense de Nuevo México. En el Censo de 2010 tenía una población de 1042 habitantes y una densidad poblacional de 39,19 personas por km².

## Geografía
Logan se encuentra ubicada en las coordenadas 35°21′21″N 103°26′56″O / 35.35583, -103.44889. Según la Oficina del Censo de los Estados Unidos, Logan tiene una superficie total de 26.59 km², de la cual 24.71 km² corresponden a tierra firme y (7.07%) 1.88 km² es agua.

## Demografía
Según el censo de 2010, había 1042 personas residiendo en Logan. La densidad de población era de 39,19 hab./km². De los 1042 habitantes, Logan estaba compuesto por el 92.71% blancos, el 0.38% eran afroamericanos, el 1.06% eran amerindios, el 0.19% eran asiáticos, el 0% eran isleños del Pacífico, el 4.03% eran de otras razas y el 1.63% pertenecían a dos o más razas. Del total de la población el 18.62% eran hispanos o latinos de cualquier raza.